# Gulden karaibski
Gulden karaibski (kod ISO 4217: XCG) – oficjalna waluta Curaçao i Sint Maarten wprowadzona 31 marca 2025 roku w miejsce guldena antylskiego, który pozostawał równolegle w obiegu do końca czerwca 2025 roku. 1 gulden dzieli się na 100 centów.